# عبد العزيز عسيري
عبد العزيز علي عسيري لاعب كرة قدم سعودي، يلعب كلاعب وسط وظهير أيمن يلعب حالياً في نادي جرش.

## مسيرة اللاعب
لعب في نادي محايل ونادي ضمك ونادي العين ونادي بيشة ونادي جرش.

## روابط خارجية
- عبد العزيز عسيري على موقع Soccerway.com (الإنجليزية)
- عبد العزيز عسيري على موقع كووورة